# Eulonchopria oaxacana
Eulonchopria oaxacana är en biart som beskrevs av Michener 1963. Eulonchopria oaxacana ingår i släktet Eulonchopria och familjen korttungebin. Inga underarter finns listade i Catalogue of Life.